# 미국판 꽃보다 할배
《미국판 꽃보다 할배》(영어: Better Late Than Never 베터 레이트 댄 네버[*])는 미국의 리얼리티 여행 프로그램이다. 스토리라인 엔터테인먼트와 제휴하여 유니버설 텔레비전이 제작하여 NBC에서 방송했고 대한민국의 텔레비전 프로그램 《꽃보다 할배》의 리메이크를 한 것이다. 출연자는 윌리엄 샤트너, 헨리 윙클러, 조지 포먼, 테리 브래드쇼의 중년 4인방과 젊은 희극인 제프 다이가 함께 아시아에서 여행을 지금까지 경험한 적 없는 새로운 문화와 버킷 리스트를 수행해 나간다. 2015년 8월에 제작이 시작되어, 2016년 8월 23일부터 2018년 2월 5일까지 방영했다.

## 제작
2014년 후반, NBC는 대한민국의 CJ E&M에서 《꽃보다 할배》의 판권을 사들였다. 《꽃보다 할배》는 TvN에서 히트한 프로그램이며, 스핀오프 프로그램도 2작품 제작되었다. 출연자인 헨리 윙클러와 《The Bachelor》와 《The Bachelorette》의 프로듀서인 제이슨 일리치와 《나는 이상한 쇼에 출연했다》의 프로듀서 팀 크레센티와 스토리라인 엔터테인먼트의 크레이그 제이던과 닐 메론이 프로듀서를 맡았다.
2015년 6월 제작 발표회가 열렸다. 2015년 8월에 일본에서 촬영이 시작되고 8월 12일 출연자들은 비비루 오키가 진행하는 닛폰TV 토크쇼 《PON!》에 출연하여 인터뷰를 하였다. 이후, 도쿄, 교토 등을 방문하였다. 8월 20일 서울특별시에 도착해 3일간 걸쳐 촬영하였으며, 걸 그룹 소녀시대가 카메오 출연하였다. 수원 화성, 캐리비안베이, 이태원, 한반도 비무장 지대(실제가 아닌 세트장) 등을 방문했고 이후, 홍콩, 방콕, 치앙마이 등을 방문했다.

## 출연
《해피 데이스》의 폰지 역으로 알려진 배우, 프로듀서, 작가, 감독 헨리 윙클러, 《스타 트렉》의 제임스 T. 커크 역으로 알려진 배우, 감독, 작가 윌리엄 샤트너, 슈퍼 볼에서 4회 우승한 쿼터백 테리 브래드쇼, 권투 헤비급 세계 챔피언 조지 포먼이 출연한다. NBC의 《라스트 코믹 스탠딩》의 참가자의 제프 다이가 짐꾼 및 길 안내자로 등장한다.
- 윌리엄 샤트너
- 헨리 윙클러
- 테리 브래드쇼
- 조지 포먼
- 제프 다이

## 방영 목록
| 순서 | 제목                                         | 방영 날짜       | 제작 코드 | 전미 시청자수 (단위: 백만) |
| ---- | -------------------------------------------- | --------------- | --------- | -------------------------- |
| 1    | "Welcome to Tokyo"                           | 2016년 8월 23일 | 101       | 7.35                       |
| 2    | "Kyoto and Hong Kong: Less Talky, More Sake" | 2016년 8월 30일 | 102       | 7.33                       |
| 3    | "Seoul Brothers"                             | 2016년 9월 6일  | 103       | 6.91                       |
| 4    | "A Thai Goodbye"                             | 2016년 9월 13일 | 104       | 7.64                       |

## 영향
대한민국의 버라이어티 프로그램이 북아메리카 전국 판에 리메이크되는 것은 이번이 처음이다. 프로그램의 스폰서인 한국관광공사는 대한민국에서의 에피소드 방영에 의한 경제효과는 920만 달러에 이를 것으로 전망하고 있다.